# 法奥半岛

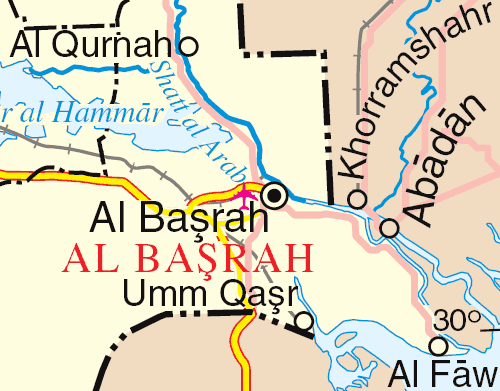
伊拉克东南部，法奥在右下角

法奥半岛（شبه جزيرة الفاو），伊拉克东南部一半岛，位于阿拉伯河河口南岸，伸入波斯湾中，海港法奥位于其东端。伊拉克主要港口巴士拉和伊朗主要港口阿巴丹均位于法奥半岛以北。
时任伊拉克总统薩達姆·海珊于1979年在此下令建设了伊拉克著名军港乌姆盖萨尔。由于其位處伊拉克及阿拉伯河的出海口，在两伊战争和两次波斯灣战争中，法奥半岛均成为兵家必争之地，1986年，法奥半岛曾經有大半區域被伊朗軍隊攻占，嚴重威脅伊拉克的海運，薩達姆·海珊因於是在1988年出動化學武器部队驅逐伊朗占领軍，夺回法奥半岛，同时也造成伊朗占领军士兵全军覆没，大量死亡。
29°58′28″N 48°27′51″E / 29.974444444444°N 48.464166666667°E